# 森谷昭仁
森谷 昭仁（もりたに あきひと、1979年10月8日 - ）は、京都府京都市西京区出身の元プロ野球選手（外野手）。右投両打。一時期は登録名を「森谷 昭人」（読み同じ）としていた。現在は子供向けのスポーツインストラクターとして活動している。
元プロ野球選手の森谷昭を父に持つ。

## 経歴

### プロ入り前
読売ジャイアンツに4年間所属した元プロ野球選手・森谷昭の長男として生まれる。父の昭は当時24歳で、川岡東小学校時代に少年野球チーム「西京ビッグスターズ」でプレーしていた。桂川中学校時代は投手だった。高校は、地元の京都を離れて愛知県の豊川高等学校へ入学、外野手へ転向した。高校では1年秋からレギュラーを獲得し、高校通算34本塁打を放ったが2年秋に東海大会進出も初戦敗退で甲子園出場経験はなかった。1997年のドラフト会議で近鉄バファローズに3位指名を受け、入団。

### プロ入り後
俊足で強肩、さらにはスイッチヒッターの選手として他選手や首脳陣からはその素質を極めて高く評価されており、当時近鉄のコーチを務めていた立石充男からは特に目をかけられていたという。
2000年から3年連続でウエスタン・リーグ盗塁王を獲得、森谷も俊足を武器に2000年8月5日の千葉ロッテマリーンズ戦で代走として公式戦初出場を果たし、二盗を決める。2002年には初安打・初本塁打を記録した。だが、一軍においては牽制死などの凡ミスが目立っていた。2004年オフに球団合併に伴う分配ドラフトにより、東北楽天ゴールデンイーグルスへと移籍する。
2006年は24試合に出場した。2007年5月13日のオリックス・バファローズ戦では好守備を見せ、当時の野村克也監督から「あれはお前しか取れへん!」とコメントをもらっていた。が、5月28日の横浜戦では不用意に牽制球に刺され、翌日二軍に降格となった。二軍では内野手不足の事情から本職ではない二塁を守ったりもしたが、アピールできる内容は残せず、そのまま二軍でシーズンを終えた。
2008年は一軍出場はなく、10月1日に球団から戦力外通告を受けた。森谷の述懐によれば、チャンスがありながらレギュラーになりきれなかったこともあり、現役続行の意欲は薄く12球団合同トライアウトは1回目の受験を辞退し、周囲の声に押される形で2回目のトライアウトを受験することになった。しかし獲得する球団はなく、森谷はそのまま現役を引退した。

### 現役引退後
引退後は飲食店でのアルバイトを経て、2010年夏に実家近くの京都市西京区で実弟と焼き鳥店「夢叶」（ゆめか）を開店した。開店当日は楽天時代の元チームメイトでもある山﨑武司から花輪が届き、店内には田中将大や森谷と仲が良かった平石洋介、牧田明久のサインが飾られた。
2019年より、やる気スイッチグループが展開する運動教室「忍者ナイン」の御所南、西院、洛西口ラボなどのメインインストラクター「あき先生」として子供たちに指導している。

## 人物
澤井道久とは同級生で、同じ京都出身。近鉄時代の監督であった梨田昌孝も森谷について「足も速いし、肩も強い」と評価した。
2021年現在、二児の父でもある。

## 詳細情報

### 年度別打撃成績
| 年 度     | 球 団     | 試 合 | 打 席 | 打 数 | 得 点 | 安 打 | 二 塁 打 | 三 塁 打 | 本 塁 打 | 塁 打 | 打 点 | 盗 塁 | 盗 塁 死 | 犠 打 | 犠 飛 | 四 球 | 敬 遠 | 死 球 | 三 振 | 併 殺 打 | 打 率 | 出 塁 率 | 長 打 率 | O P S |
| --------- | --------- | ----- | ----- | ----- | ----- | ----- | -------- | -------- | -------- | ----- | ----- | ----- | -------- | ----- | ----- | ----- | ----- | ----- | ----- | -------- | ----- | -------- | -------- | ----- |
| 2000      | 近鉄      | 6     | 1     | 1     | 1     | 0     | 0        | 0        | 0        | 0     | 0     | 1     | 1        | 0     | 0     | 0     | 0     | 0     | 1     | 0        | .000  | .000     | .000     | .000  |
| 2002      | 近鉄      | 42    | 58    | 53    | 12    | 12    | 2        | 0        | 2        | 20    | 2     | 6     | 2        | 3     | 0     | 1     | 0     | 1     | 8     | 0        | .226  | .255     | .377     | .632  |
| 2003      | 近鉄      | 13    | 18    | 15    | 3     | 3     | 0        | 0        | 0        | 3     | 0     | 4     | 1        | 0     | 0     | 2     | 0     | 1     | 3     | 0        | .200  | .333     | .200     | .533  |
| 2004      | 近鉄      | 19    | 17    | 16    | 5     | 1     | 0        | 0        | 0        | 1     | 0     | 2     | 0        | 1     | 0     | 0     | 0     | 0     | 8     | 0        | .063  | .063     | .063     | .126  |
| 2005      | 楽天      | 8     | 9     | 8     | 3     | 0     | 0        | 0        | 0        | 0     | 1     | 1     | 0        | 1     | 0     | 0     | 0     | 0     | 4     | 0        | .000  | .000     | .000     | .000  |
| 2006      | 楽天      | 24    | 25    | 22    | 6     | 5     | 3        | 0        | 0        | 8     | 0     | 5     | 0        | 1     | 0     | 2     | 1     | 0     | 9     | 0        | .227  | .292     | .364     | .656  |
| 2007      | 楽天      | 21    | 17    | 16    | 5     | 3     | 0        | 0        | 0        | 3     | 0     | 4     | 2        | 0     | 0     | 1     | 0     | 0     | 5     | 0        | .188  | .235     | .188     | .423  |
| 通算：7年 | 通算：7年 | 133   | 145   | 131   | 35    | 24    | 5        | 0        | 2        | 35    | 3     | 23    | 6        | 6     | 0     | 6     | 1     | 2     | 38    | 0        | .183  | .230     | .267     | .497  |

### 記録
- 初出場：2000年8月5日、対千葉ロッテマリーンズ18回戦（大阪ドーム）、8回裏に水口栄二の代走で出場
- 初盗塁：同上、8回裏に二盗（投手：戸部浩、捕手：橋本将）
- 初安打：2002年8月7日、対西武ライオンズ18回戦（大阪ドーム）、7回裏に許銘傑から右前安打
- 初先発出場：2002年8月27日、対オリックス・ブルーウェーブ23回戦（大阪ドーム）、2番・中堅手として先発出場
- 初本塁打・初打点：2002年9月13日、対西武ライオンズ25回戦（大阪ドーム）、9回裏に三井浩二から左越ソロ

### 背番号
- 31 （1998年）
- 00 （1999年 - 2008年）

### 登録名
- 森谷 昭仁 （もりたに あきひと、1998年 - 2001年、2005年 - 2008年）
- 森谷 昭人 （もりたに あきひと、2002年 - 2004年）